# Doug Mitchell
Doug Mitchell (1952) é um produtor de cinema estadunidense. Foi indicado ao Oscar de melhor filme na edição de 2016 pela realização da obra Mad Max: Fury Road e na edição de 1996 por Babe, ao lado do cineasta George Miller.

## Filmografia
| Ano  | Filme                                       |
| ---- | ------------------------------------------- |
| 1985 | Mad Max Beyond Thunderdome                  |
| 1985 | The Making of Mad Max Beyond Thunderdome    |
| 1987 | The Year My Voice Broke                     |
| 1987 | The Riddle of the Stinson                   |
| 1988 | The Dirtwater Dynasty                       |
| 1988 | The Clean Machine                           |
| 1988 | Fragments of War: The Story of Damien Parer |
| 1989 | Dead Calm                                   |
| 1989 | Bangkok Hilton                              |
| 1991 | Flirting                                    |
| 1992 | Lorenzo's Oil                               |
| 1995 | Babe                                        |
| 1996 | Video Fool for Love                         |
| 1997 | 40,000 Years of Dreaming                    |
| 1998 | Babe: Pig in the City                       |
| 2006 | Happy Feet                                  |
| 2011 | Happy Feet Two                              |
| 2015 | Mad Max: Fury Road                          |